# Cyclohelia lamellata
Cyclohelia lamellata är en nässeldjursart som beskrevs av Stephen D. Cairns 1991. Cyclohelia lamellata ingår i släktet Cyclohelia och familjen Stylasteridae. Inga underarter finns listade i Catalogue of Life.